# Rota (stolica tytularna)

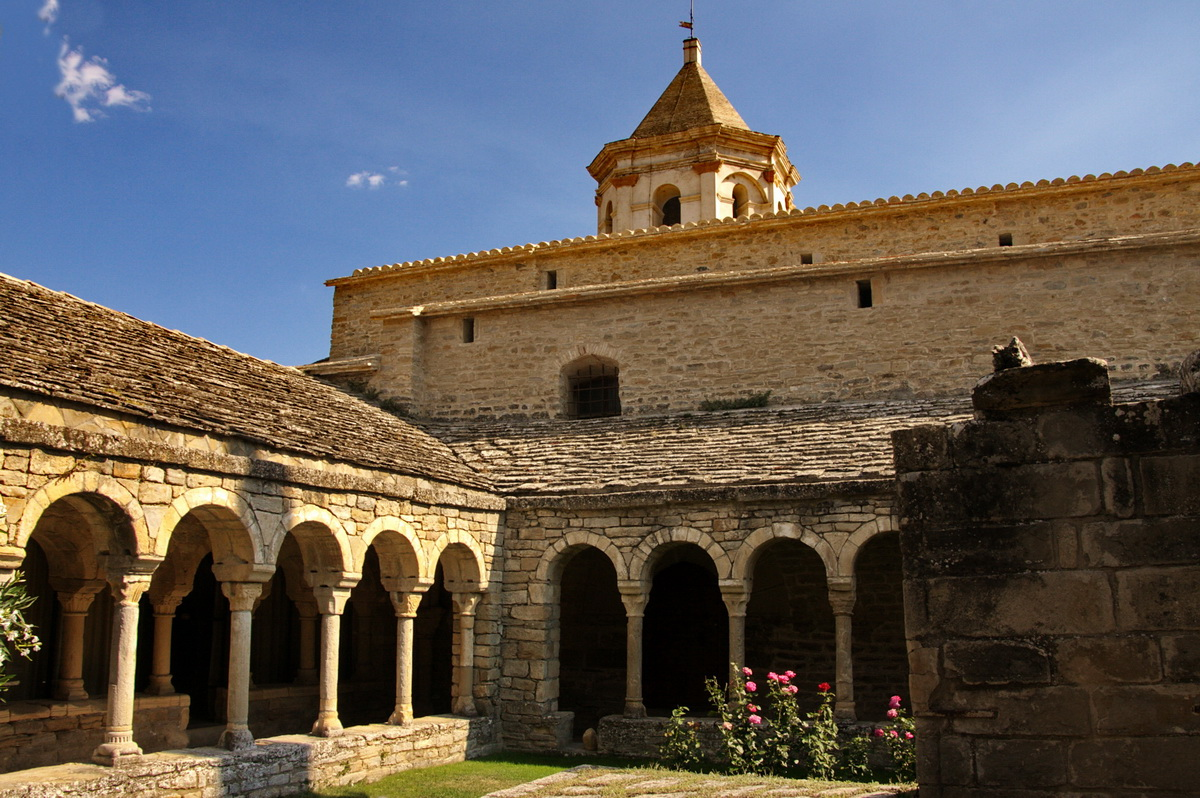
Dawna katedra diecezjalna w Isábena

Rota (łac. Dioecesis Rotensis) – stolica historycznej diecezji w Hiszpanii, w Aragonii, sufragania metropolii Tarragona. Współczesne miasto Isábena. 
Między IX wiekiem a rokiem 1101 była siedzibą biskupów Lleidy.
Obecnie katolickie biskupstwo tytularne ustanowione przez Pawła VI w 1969.

## Biskupi tytularni
| Lp. | Biskup        | Funkcja                                         | Od               | Do              |
| --- | ------------- | ----------------------------------------------- | ---------------- | --------------- |
| 1   | Gabriel Vanel | wikariusz apostolski diecezji Armii Francuskiej | 21 kwietnia 1970 | 21 czerwca 1985 |
| 2   | Guy Gaucher   | biskup pomocniczy Bayeux (Francja)              | 7 maja 1987      | 3 lipca 2014    |
| 3   | Joël Mercier  | sekretarz Kongregacji ds. Duchowieństwa         | 8 stycznia 2015  |                 |